# Julie Dumont-Suvanny

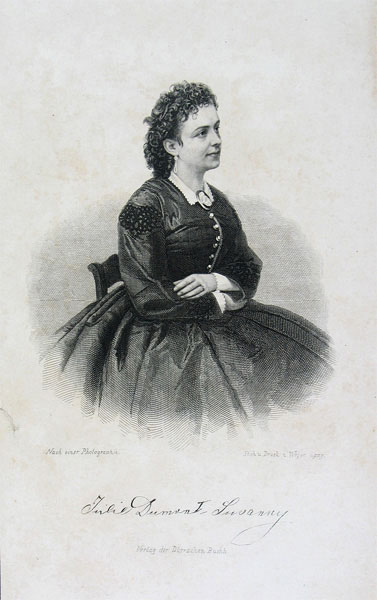
Julie Dumont-Suvanny

Julie Dumont-Suvanny, auch Julie Suvanny, eigentlich Julie Swieceny (1840 in Lemberg – 15. Mai 1872) war eine österreichische Opernsängerin (Sopran).

## Leben
Dumont-Suvanny, die Tochter des Statthaltereirats Friedrich Swieceny (1803–1886), besuchte das Wiener Konservatorium, wo sie unter Professorin Mathilde Marchesi auffallende Fortschritte machte. Nachdem sie die Bewilligung ihres Vaters zum Theater zu gehen endlich erbeten hatte (sie musste ihren Familiennamen Swieceny ablegen) und sich noch in Mailand bei Professor Francesco Lamperti im Koloraturgesang vervollständigt hatte, betrat sie in Krakau zum ersten Mal die Bühne.
Ihr nächstes Engagement war Brünn von 1860 bis 1862, dann wurde sie für das Krollsche Theater in Berlin gewonnen, wo sie geradezu Sensation machte. Hierauf wirkte sie in Köln, gehörte dann drei Jahre dem Stadttheater in Riga an und kam von dort nach Leipzig. Danach finden wir sie wider am Stadttheater in Köln und hierauf in Breslau. Ihr letztes Engagement war an der Friedrich Wilhelmstädtischen Bühne in Berlin, wo sie besondere Verehrung genoss. Sie war bei den Kollegen wie bei dem Publikum gleich beliebt. Am 15. Mai wurde diese geschätzte Sängerin der Kunst für immer entrissen – sie starb im Kindbett.
Dumont-Suvanny, welche 1866 den Kapellmeister Carl Dumont (1834–1917) heiratete, besaß ein bedeutendes dramatisches Talent und ein musikalisches Gedächtnis, das Bewunderung hervorrief. Ihr Repertoire umfasste alle Koloraturpartien. Wo sie auch als Künstlerin auftrat, sie gewann all ihre Zuhörer im Sturm. Ihre besten Leistungen bot sie bei Mozart-Partien.